# 东风水库 (墨玉)
东风水库，位于中华人民共和国新疆维吾尔自治区墨玉县扎瓦镇，是一座以灌溉为主的中型注入式平原水库，建于1959年，最初库容1100万立方米，2003～2005年除险加固后库容增至4370万立方米。大坝为均质土坝，主坝最大坝高9米，坝长4100米；副坝高5米，坝长5214米。水库承担下游墨玉县乌尔其乡、阿克萨拉依乡、扎瓦镇、喀尔赛镇共7853公顷农田的灌溉任务。